# Pteromalus oenoe
Pteromalus oenoe är en stekelart som beskrevs av Walker 1843. Pteromalus oenoe ingår i släktet Pteromalus och familjen puppglanssteklar. Inga underarter finns listade i Catalogue of Life.